# Barneville-la-Bertran
Barneville-la-Bertran là một xã ở tỉnh Calvados, thuộc vùng Normandie ở tây bắc nước Pháp.